# Heinrich Marr (Maler)
Joseph Heinrich Ludwig Marr (* 24. Dezember 1807 in Hamburg; † 29. Oktober 1871 in München) war ein deutscher Genremaler.

## Leben
Marr war der Sohn eines Gastwirts und der jüngere Bruder des Schauspielers Heinrich Marr. Er begann seine künstlerische Ausbildung bei Christoffer Suhr in Hamburg und setzte sie bei Friedrich Rosenberg in Altona fort. Nach einem Studienaufenthalt in Kopenhagen begann er am 8. September 1825 sein Studium in der Landschaftsklasse der Königlichen Akademie der Künste in München. Danach studierte er privat bei den Münchner Malern Max Joseph Wagenbauer, Peter von Hess, Eugen Napoleon Neureuther. Heinrich Bürkel und Joseph Petzl. Nach dem Studium ließ sich Heinrich Marr in München nieder und wurde bald als Genremaler von Szenen aus dem Leben der Dörfer von Bayern und Tirol bekannt. Selten besuchte er Italien und die deutsche Nordseeküste. Seine Erfolge veranlassten ihn zur Serienproduktion von Bildern nach dem Geschmack der Münchner Bourgeoisie. Marr war Mitglied im Hamburger Künstlerverein.
Werke (Auswahl)

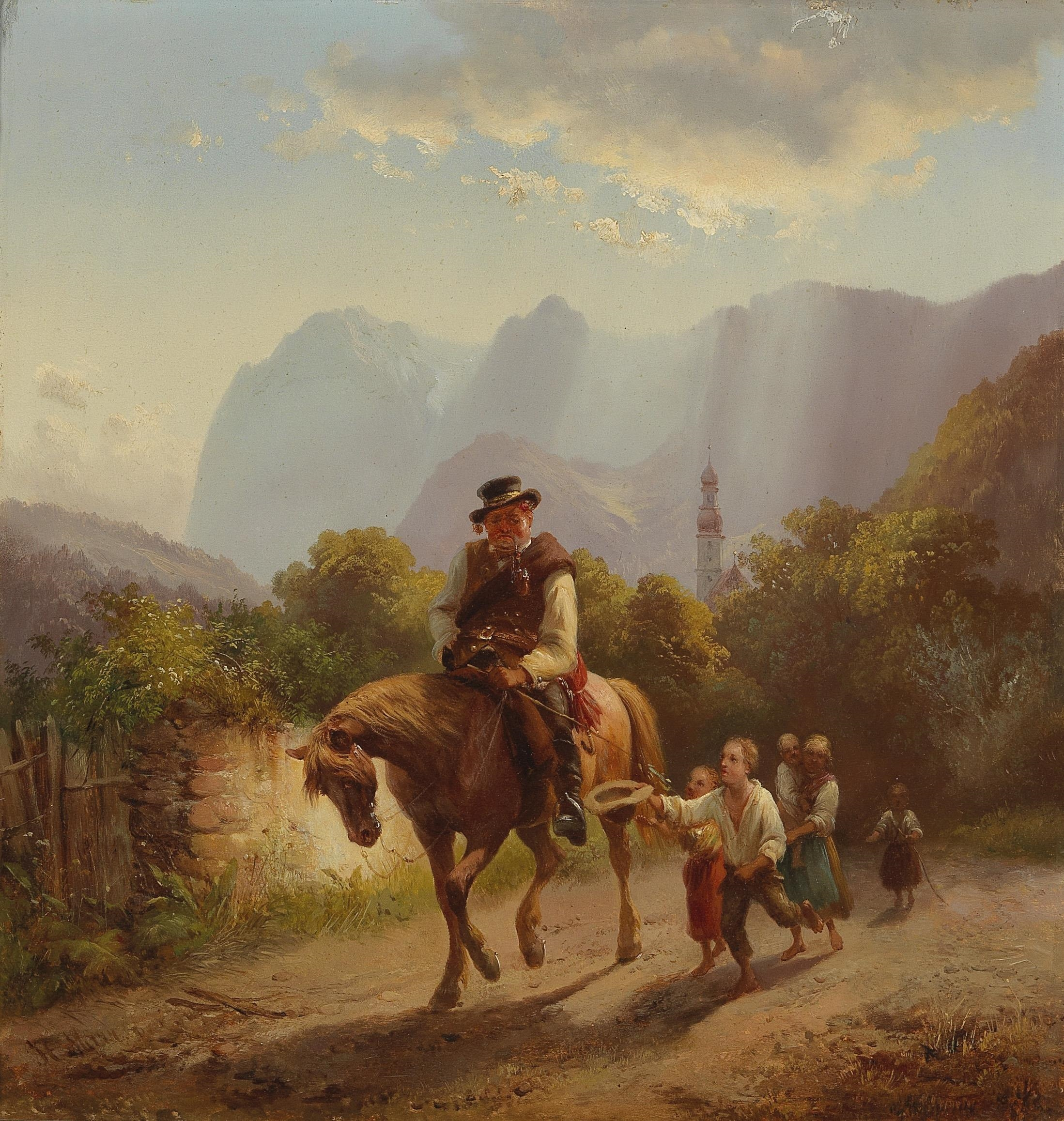
Bettelkinder bitten um Almosen

- 1844: Kapuziner auf einem Esel mit einem Fässchen, welches ausläuft, während der Kapuziner den Rosenkranz abbetet Neuen Pinakothek München
- Pferdemarkt in Tirol Kunsthalle Karlsruhe
- 1858: Bettelkinder
- Irregefahrener Fostillon, Schwäbische Mädchen, Landschaft mit Wasserfall
- Der Besenbinder in der Clam bei Salzburg (Aquarell)